# Бангор
Бангор (енгл. Bangor) је град у Уједињеном Краљевству у Северној Ирској. Према процени из 2007. у граду је живело 61.527 становника.

## Становништво
Према процени, у граду је 2008. живело 61.527 становника.
| 1981.  | 1991.  | 2001.  |
| ------ | ------ | ------ |
| 46.585 | 52.437 | 58.388 |

## Партнерски градови
- Вирџинија Бич